# Koanga
Koanga est un village du département et la commune rurale de Bingo situé dans la province du Boulkiemdé de la région Centre-Ouest au Burkina Faso.

## Économie
L'économie de Koanga est basée essentiellement sur l'agriculture et l'élevage ; tous les habitants sont des cultivateurs. Le commerce n'y est pas très développé avec seulement 10% de la population qui le pratique pendant la saison sèche. Le village est touché par l'émigration des jeunes vers la Côte d'Ivoire pour travailler dans les plantations. Ces derniers ont longtemps épaulé les familles restées au village. Depuis 2000, l'exode a également conduit beaucoup de jeunes vers la capitale pour fuir une agriculture affectée négativement par l'irrégularité des pluies.

## Santé et éducation
Le village accueille un centre de santé et de promotion sociale (CSPS).
Le village dispose aussi d'une école primaire et d'un collège d'enseignement général (CEG). Il y a également un centre d'alphabétisation en mooré.